# Hofmeier
Hofmeier ist ein deutscher Familienname.

## Herkunft und Bedeutung
Hofmeier ist eine Variante des Familiennamens Meier.

## Varianten
- Hofmaier, Hofmair, Hofmayr, Hofmeir, Hofmeyer, Hofmeyr

## Namensträger
- Andreas Hofmeier (1872–1963), deutscher Kirchenmusiker, Musikpädagoge und Komponist
- Gustav Hofmeier (1826–1893), deutscher evangelisch-lutherischer Geistlicher und Hauptpastor an St. Jakobi in Lübeck
- Karl Raimund Hofmeier (1912–1944), österreichischer Journalist
- Kurt Hofmeier (1896–1989), deutscher Pädiater
- Markus Hofmeier (* 1993), deutscher Fußballspieler
- Max Hofmeier (1854–1927), deutscher Gynäkologe
- Rolf Hofmeier (* 1939), deutscher Volkswirt und Afrikawissenschaftler, Direktor des Instituts für Afrika-Kunde